# عواد البندر
عواد حمد البندر السعدون (1944-15 يناير 2007)، كان قاضياً بارزاً في فترة حكم الرئيس العراقي صدام حسين كما ترأس محكمة الثورة في الحقبة نفسها والتي أصدرت أحكاماً بالإعدام بحق 148 من المواطنين العراقيين من سكان الدجيل في 8 يوليو 1982 عندما قامت مجموعة من المسلحين بإطلاق النار على موكب صدام في محاولة لاغتياله.
في 5 نوفمبر 2006، أصدرت المحكمة الجنائية العراقية العليا حُكماً بالإعدام بحق عواد البندر بتهمة ارتكاب جرائم ضد الإنسانية كما حكمت بالحكم نفسه على صدام حسين وأخيه من الأم برزان التكريتي.
كان قد شاع في يوم عيد الأضحى الموافق 30 ديسمبر 2006 أن عواد البندر أُعدم مع برزان التكريتي وصدام حسين، إلا أن مسؤولاً عراقياً صرح في ذات اليوم أن تنفيذ حكم الإعدام في عواد وبرزان تأجل إلى فترة ما بعد عيد الأضحى ليكون يوم الثلاثين من ديسمبر يوماً مميزاً لإعدام صدام فقط. لم يُنفذ حكم الإعدام، ورفض عواد أن يتقدم بالتماس للتخفيف عبر محاميه، وقال أنه كان يود أن يعدم مع الرئيس صدام حسين في ذات اللحظة.

## إعدامه
تناولت وسائل الإعلام العالمية خبرا مفاده أن عواد البندر الرئيس السابق للمحكمة الثورية قد أعدم مع برزان التكريتي، أخي الرئيس صدام حسين من الأم. أكد مصدر حكومي الخبر وذكر أن حكم الإعدام قد تم تنفيذه في صبيحة يوم 15 يناير 2007.